# Malo Globoko
Malo Globoko je naselje v Občini Ivančna Gorica.